# Alejandro Castro Espín
Alejandro Castro Espín (La Habana, 1965) es un político y militar cubano, con el grado de General de Brigada del Ministerio del Interior. Es el único hijo varón de Raúl Castro, presidente de Cuba desde 2008 a 2018; y Vilma Espín, una de las principales dirigentes de la Revolución Cubana y, por tanto, sobrino de Fidel Castro. Su hermana Mariela es una de las sexólogas más prominentes del país, y directora del Centro Nacional de Educación Sexual de Cuba. Es el jefe o coordinador del Consejo de Defensa y Seguridad Nacional, un organismo al que se subordinan todas direcciones de inteligencia y contrainteligencia del gobierno cubano.

## Datos básicos
Alejandro es el único hijo varón del matrimonio formado por Raúl Castro (1931) y Vilma Espín (1930-2007), y hermano a su vez de Deborah, Mariela y Nilsa.
Estudió en la universidad CUJAE y en la Unión Soviética como comisario político del Ministerio de Fuerzas Armadas en la antigua ciudad de Lvov antes de incorporarse al contingente cubano enviado por su gobierno a la Guerra de Angola, y aunque no estuvo en la primera línea del frente, sufrió una herida en un ojo, sin pérdida de este, durante una práctica militar en Luanda, Angola, lo que le ha valido entre la disidencia el apodo de El Tuerto.
Alejandro Castro es ingeniero y máster en Relaciones Internacionales, y tras las causas contra los Generales de División Arnaldo Ochoa Sánchez y José Abrantes Fernández fue incorporado al departamento anticorrupción. Con el nombramiento como presidente de Cuba de su padre, Raúl Castro, Alejandro se ha convertido en asistente personal del mandatario, participando en diversos actos políticos y visitas oficiales del mismo, con lo que aumentó la especulación sobre la posibilidad de que fuera el sucesor de Fidel y Raúl Castro al frente del gobierno cubano.
Escribió cuatro artículos políticos en un medio afín al gobierno cubano en 2005, todos ellos referidos a las relaciones internacionales de Cuba. En 2009 presentó su primer libro, El imperio del terror, publicado por la editora del Ministerio del Interior cubano.
Entre la disidencia cubana, la figura de Alejandro es muy cuestionada, es considerado un continuista y habitualmente se relacionan los cargos que ocupa con su pertenencia a la familia Castro. Durante las conversaciones de los presidentes Raúl Castro y Barack Obama durante la VII Cumbre de las Américas en Panamá, en el año 2015, el periódico oficialista Granma se refirió a Alejandro Castro, como Coordinador del Consejo de Defensa y Seguridad Nacional.